# Embalse de Al Wahda
El embalse de Al Wahda, también llamado de M’Jaara o de Lamjaara, por la población más cercana a la presa, se encuentra en el río Uarga, en la provincia de Taunat, en Marruecos. Su función es el control de las inundaciones, el regadío, el suministro de agua potable y la producción hidroeléctrica.  Recibe las aguas del macizo del Rif y es el más grande de los embalses de Marruecos. La construcción de la presa se inició en 1991, el embalse empezó a llenarse en 1996 y el rey Hassan II lo inauguró en 1997.

## Características
La presa, de materiales sueltos, está formada por 28 millones de m³ de tierra y rocas y 720.000 m³ de hormigón. Está formada por dos diques separados por un desaguadero. El dique principal, al sur, tiene 88 m de altura y  1.600 m de largo. Al norte, hay otro dique de 1.000 m de longitud y 30 m de altura. El desagüe está controlado por seis compuertas hidráulicas con una capacidad de descarga de 13.000 m³/s. Durante la construcción se extrajeron un total de 14 millones de m³ de materiales. En su construcción participó la empresa española Acciona.
La central hidroeléctrica, al pie de la presa y junto al desagüe, se alimenta con una tubería de 10.8 m de diámetro y 247 m de largo que transfieren el agua a tres tuberías forzadas de 5,7 m de diámetro y 60 m de largo, que suministran 450 m³/s de agua a las turbinas Francis. Cada una de las tres turbinas produce 80 MW.
El embalse ayuda a reducir las inundaciones en la región de Garb-Chrarda-Beni Hsen a lo largo del valle del Uarga y en el río Sebú, del que es tributario. En esta misma región, abastece un área de regadío de 110.000 ha. También provee de agua potable a la región de Casablanca y para el regadío en zonas agrícolas al sur de Rabat. La central eléctrica ahorra unos 150.000 t de combustibles fósiles. Por otro lado, el embalse sufre un acusado proceso de colmatación que supone una acumulación de 60 millones de m³ de lodos cada año. Debido a esta retención, la erosión a lo largo de la costa ha aumentado en la zona del estuario del río Sebú.
En 2010, se inauguró una planta de tratamiento de agua para abastecer las poblaciones de Ghafsai y Ourtzagh, y nueve comunas rurales, con un coste global de 75 millones de DH (MDH).